# Stanhope (ród)

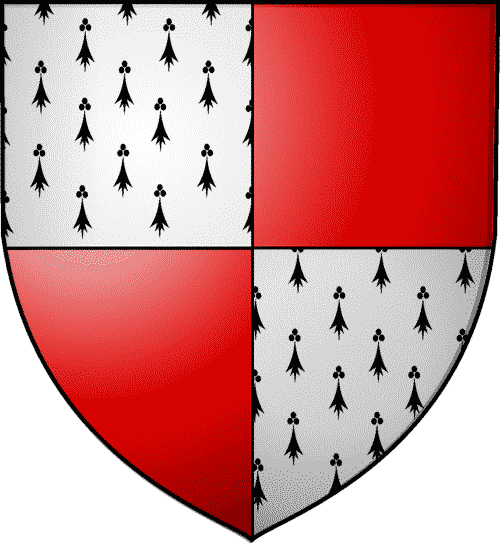
Herb hrabiów Chesterfield

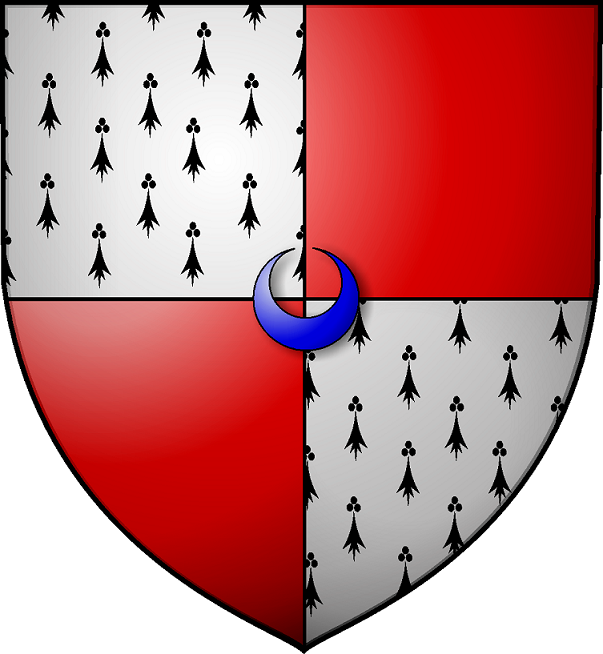
Herb hrabiów Stanhope

Herb hrabiów Harrington

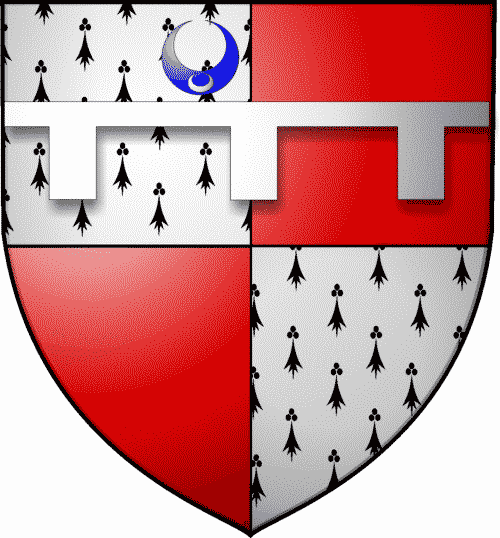
Herb wicehrabiów Petersham

Stanhope – angielski ród szlachecki.
Wywodzą się od rycerza z Derbyshire, sir Johna de Stanhope of Rampton, żyjącego w k.XIV w.
Starsza gałąź (wygasła w 1967) nosiła od 1616 tytuł hrabiów Chesterfield, młodsze m.in.hrabiów Stanhope, hrabiów Harrington.
Rodzina wydała wielu wybitnych polityków i dyplomatów, wojskowych, także pisarzy i uczonych.
Dzielą się na kilka gałęzi, z których główne, w kolejności starszeństwa:
- Stanhope of Rampton 
  - Stanhope of Shelford (hrabiowie Chesterfield i Stanhope} - wygasła
    - Stanhope of Mansfield Woodhouse,
    - Stanhope of Stanhope,
    - Stanhope of Stanwell House

  - Stanhope of Elvaston  (hrabiowie Stanhope)
    - Stanhope of Harrington (hrabiowie Harrington)